# Sheriff Court Building (Forfar)

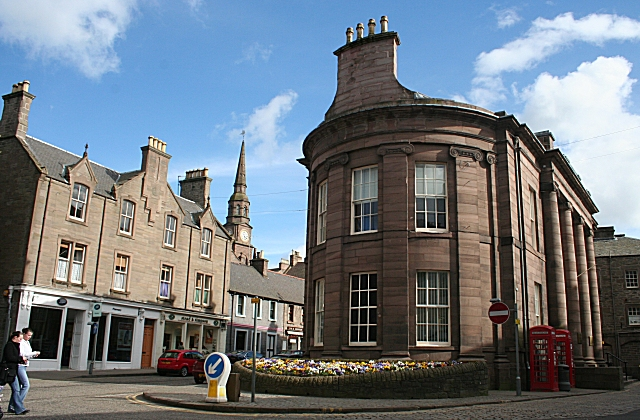
Sheriff Court Building

Das Sheriff Court Building ist das Rathaus der schottischen Ortschaft Forfar in der Council Area Angus. 1971 wurde das Bauwerk in die schottischen Denkmallisten in der höchsten Denkmalkategorie A aufgenommen.

## Geschichte
Am Standort des Sheriff Courts wurde um 1590 die Tolbooth des Burghs Forfar erbaut. In den frühen 1780er Jahren entschied der Magistrat die Errichtung eines neuen städtischen Verwaltungsgebäudes. Man betraute den schottischen Architekten James Playfair mit der Planung des neuen Gebäudes, das zwischen 1786 und 1788 errichtet wurde. Die vertraglich festgesetzten Baukosten beliefen sich auf 1100 £. Der heutige Südteil des Sheriff Courts ist mit Ausnahme der Kuppel weitgehend unverändert erhalten. Da die Kuppel sich als nicht regendicht erwies, wurde sie 1804 abgenommen und durch ein Plattformdach ersetzt. Das städtische Gefängnis, das ebenfalls in dem Gebäude untergebracht war, wurde 1798 als düster und trostlos beschrieben. Außerdem wurde angemerkt, dass die räumliche Nutzbarkeit des Gebäudes von dem Versammlungssaal im Obergeschoss eingeschränkt wird.  1843 bezog das Gefängnis einen Neubau, wodurch Umbauten möglich wurden. 1952 wurden der Saal mit vier von A. L. Russell gestalteten Bleiglasfenstern ausgestattet.
Direkt nördlich wurde in den 1820er Jahren eine Erweiterung hinzugefügt. Nach der Planung durch David Neave im Jahre 1821 wurde der Bau 1824 abgeschlossen.

## Beschreibung
Der Sheriff Court steht an der High Street im Zentrum von Forfar. Beide Gebäudeteile sind klassizistisch ausgestaltet. Das ältere südliche Gebäude ist 18,5 Meter lang bei einer Breite von 14 Metern. Das Sandsteinmauerwerk ist straßenseitig als Schichtenmauerwerk aus Steinquadern ausgeführt, während an den übrigen Fassaden grob behauener Bruchstein verwendet wurde. Seine südexponierte Hauptfassade ist vier Achsen weit. Während die Fenster im Erdgeschoss rundbogig ausgeführt sind, sind im Obergeschoss hohe, längliche Bleiglasfenster eingelassen. Der zwei Achsen weite Mittelrisalit schließt mit einem Dreiecksgiebel. Das Dach ist mit Schiefer eingedeckt.
Nördlich, durch die Gasse Buttermarket getrennt, schließt sich der neuere Gebäudeteil an. Die Westfassade ist mit vier ionischen Säulen, die Ostfassade mit ionischen Pilastern gestaltet. Der nördliche Abschluss ist gerundet ausgeführt und ebenfalls pilastriert.